# Deelnemers UEFA-toernooien Bulgarije
Onderstaande tabellen bevatten de deelnemers aan de UEFA-toernooien uit  Bulgarije.

## Mannen
NB Klikken op de clubnaam geeft een link naar het Wikipedia-artikel over het betreffende toernooi in het betreffende seizoen.
| Seizoen | Europacup I          | Europacup II                                                  | Jaarbeursstedenbeker                           |                                     |
| ------- | -------------------- | ------------------------------------------------------------- | ---------------------------------------------- | ----------------------------------- |
| 1956/57 | CDNA Sofia           |                                                               |                                                |                                     |
| 1957/58 | CDNA Sofia           |                                                               |                                                |                                     |
| 1958/59 | CDNA Sofia           |                                                               |                                                |                                     |
| 1959/60 | CDNA Sofia           |                                                               |                                                |                                     |
| 1960/61 | CDNA Sofia           |                                                               |                                                |                                     |
| 1961/62 | CDNA Sofia           | Spartak Varna                                                 |                                                |                                     |
| 1962/63 | CDNA Sofia           | Botev Plovdiv                                                 |                                                |                                     |
| 1963/64 | Spartak Plovdiv      | Slavia Sofia                                                  | Lokomotiv Plovdiv                              |                                     |
| 1964/65 | Lokomotiv Sofia      | Slavia Sofia                                                  | Lokomotiv Plovdiv                              |                                     |
| 1965/66 | Levski Sofia         | CSKA Sofia                                                    | Lokomotiv Plovdiv                              |                                     |
| 1966/67 | CSKA Sofia           | Slavia Sofia                                                  | Spartak Plovdiv                                |                                     |
| 1967/68 | Botev Plovdiv        | Levski Sofia                                                  | Lokomotiv Plovdiv                              |                                     |
| 1968/69 |                      | Spartak Sofia                                                 | Slavia Sofia Trakia Plovdiv                    |                                     |
| 1969/70 | CSKA Sofia           | Levski-Spartak Sofia                                          | Lokomotiv Plovdiv Slavia Sofia                 |                                     |
| 1970/71 | Levski-Spartak Sofia | CSKA Sofia                                                    | Slavia Sofia Trakia Plovdiv                    |                                     |
| Seizoen | Europacup I          | Europacup II                                                  | UEFA Cup                                       |                                     |
| 1971/72 | CSKA Sofia           | Levski-Spartak Sofia                                          | Botev Vratsa Lokomotiv Plovdiv                 |                                     |
| 1972/73 | CSKA Sofia           | Slavia Sofia                                                  | Beroe Stara Zagora Levski-Spartak Sofia        |                                     |
| 1973/74 | CSKA Sofia           | Beroe Stara Zagora                                            | Lokomotiv Plovdiv Slavia Sofia                 |                                     |
| 1974/75 | Levski-Spartak Sofia | CSKA Sofia                                                    | Etar Veliko Tarnovo Lokomotiv Plovdiv          |                                     |
| 1975/76 | CSKA Sofia           | Slavia Sofia                                                  | Doenav Roese Levski-Spartak Sofia              |                                     |
| 1976/77 | CSKA Sofia           | Levski-Spartak Sofia                                          | Akademik Sofia Lokomotiv Plovdiv               |                                     |
| 1977/78 | Levski-Spartak Sofia | Lokomotiv Sofia                                               | CSKA Sofia Marek Stanke Dimitrov               |                                     |
| 1978/79 | Lokomotiv Sofia      | Marek Stanke Dimitrov                                         | CSKA Sofia Levski-Spartak Sofia Trakia Plovdiv |                                     |
| 1979/80 | Levski-Spartak Sofia | Beroe Stara Zagora                                            | CSKA Sofia Lokomotiv Sofia                     |                                     |
| 1980/81 | CSKA Sofia           | Slavia Sofia                                                  | Beroe Stara Zagora Levski-Spartak Sofia        |                                     |
| 1981/82 | CSKA Sofia           | Trakia Plovdiv                                                | Akademik Sofia Levski-Spartak Sofia            |                                     |
| 1982/83 | CSKA Sofia           | Lokomotiv Sofia                                               | Levski-Spartak Sofia Slavia Sofia              |                                     |
| 1983/84 | CSKA Sofia           | Spartak Varna                                                 | Levski-Spartak Sofia Lokomotiv Plovdiv         |                                     |
| 1984/85 | Levski-Spartak Sofia | Trakia Plovdiv                                                | CSKA Sofia FC Sliven                           |                                     |
| 1985/86 | Trakia Plovdiv       |                                                               | Lokomotiv Sofia Pirin Blagoëvgrad              |                                     |
| 1986/87 | Beroe Stara Zagora   | Vitosha Sofia                                                 | Sredets Sofia Trakia Plovdiv                   |                                     |
| 1987/88 | CFKA Sredets Sofia   | Vitosha Sofia                                                 | Lokomotiv Sofia Trakia Plovdiv                 |                                     |
| 1988/89 | Vitosha Sofia        | CFKA Sredets Sofia                                            | Slavia Sofia Trakia Plovdiv                    |                                     |
| 1989/90 | CFKA Sofia           | Tsjernomorets Boergas                                         | Levski Sofia                                   |                                     |
| 1990/91 | CSKA Sofia           | FC Sliven                                                     | Slavia Sofia                                   |                                     |
| 1991/92 | Etar Veliko Tarnovo  | Levski Sofia                                                  | CSKA Sofia Slavia Sofia                        |                                     |
| Seizoen | Champions League     | Europacup II                                                  | UEFA Cup                                       | Intertoto Cup                       |
| 1992/93 | CSKA Sofia           | Levski Sofia                                                  | Botev Plovdiv Lokomotiv Plovdiv                |                                     |
| 1993/94 | Levski Sofia         | CSKA Sofia                                                    | Botev Plovdiv Lokomotiv Plovdiv                |                                     |
| 1994/95 |                      | Pirin Blagoëvgrad                                             | CSKA Sofia FC Sjoemen Levski Sofia             |                                     |
| 1995/96 |                      | Lokomotiv Sofia                                               | Botev Plovdiv Levski Sofia Slavia Sofia        | Etar Veliko Tarnovo Spartak Plovdiv |
| 1996/97 |                      | Levski Sofia                                                  | Lokomotiv Sofia Slavia Sofia                   | CSKA Sofia Spartak Varna            |
| 1997/98 | CSKA Sofia           | Levski Sofia                                                  | Neftochimik Boergas                            | Spartak Varna                       |
| 1998/99 | Litex Lovetsj ->     | Levski Sofia                                                  | Litex Lovetsj CSKA Sofia                       | Spartak Varna                       |
| Seizoen | Champions League     | UEFA Cup                                                      | Intertoto Cup                                  |                                     |
| 1999/00 | Litex Lovetsj        | CSKA Sofia Levski Sofia                                       | Spartak Varna                                  |                                     |
| 2000/01 | Levski Sofia         | CSKA Sofia Neftochimik Boergas                                | Velbazjd Kjoestendil                           |                                     |
| 2001/02 | Levski Sofia ->      | Levski Sofia CSKA Sofia Litex Lovetsj                         | Spartak Varna                                  |                                     |
| 2002/03 | Levski Sofia ->      | Levski Sofia CSKA Sofia Litex Lovetsj                         | Marek Doepnitsa                                |                                     |
| 2003/04 | CSKA Sofia ->        | CSKA Sofia Levski Sofia Litex Lovetsj                         | Marek Doepnitsa                                |                                     |
| 2004/05 | Lokomotiv Plovdiv    | CSKA Sofia Levski Sofia Litex Lovetsj                         | Marek Doepnitsa                                |                                     |
| 2005/06 | CSKA Sofia ->        | CSKA Sofia Levski Sofia Litex Lovetsj Lokomotiv Plovdiv       |                                                |                                     |
| 2006/07 | Levski Sofia         | CSKA Sofia Litex Lovetsj Lokomotiv Sofia                      | Lokomotiv Plovdiv                              |                                     |
| 2007/08 | Levski Sofia         | CSKA Sofia Litex Lovetsj Lokomotiv Sofia                      | Tsjerno More Varna                             |                                     |
| 2008/09 | Levski Sofia ->      | Levski Sofia Tsjerno More Varna Litex Lovetsj Lokomotiv Sofia | PSFC Tsjernomorets Boergas                     |                                     |
| Seizoen | Champions League     | Europa League                                                 |                                                |                                     |
| 2009/10 | Levski Sofia ->      | Levski Sofia Tsjerno More Varna CSKA Sofia Litex Lovetsj      |                                                |                                     |
| 2010/11 | Litex Lovetsj ->     | Litex Lovetsj Beroe Stara Zagora CSKA Sofia Levski Sofia      |                                                |                                     |
| 2011/12 | Litex Lovetsj ->     | Litex Lovetsj CSKA Sofia Levski Sofia Lokomotiv Sofia         |                                                |                                     |
| 2012/13 | PFK Ludogorets       | CSKA Sofia Levski Sofia Lokomotiv Plovdiv                     |                                                |                                     |
| 2013/14 | PFK Ludogorets ->    | PFK Ludogorets Beroe Stara Zagora Botev Plovdiv Levski Sofia  |                                                |                                     |
| 2014/15 | PFK Ludogorets       | Botev Plovdiv CSKA Sofia Litex Lovetsj                        |                                                |                                     |
| 2015/16 | PFK Ludogorets       | Beroe Stara Zagora Tsjerno More Varna Litex Lovetsj           |                                                |                                     |
| 2016/17 | PFK Ludogorets ->    | PFK Ludogorets Beroe Stara Zagora Levski Sofia Slavia Sofia   |                                                |                                     |
| 2017/18 | PFK Ludogorets ->    | PFK Ludogorets Botev Plovdiv Doenav Roese Levski Sofia        |                                                |                                     |
| 2018/19 | PFK Ludogorets ->    | PFK Ludogorets CSKA Sofia Levski Sofia Slavia Sofia           |                                                |                                     |
| 2019/20 | PFK Ludogorets ->    | PFK Ludogorets CSKA Sofia Levski Sofia Lokomotiv Plovdiv      |                                                |                                     |
| 2020/21 | PFK Ludogorets ->    | PFK Ludogorets CSKA Sofia Lokomotiv Plovdiv Slavia Sofia      |                                                |                                     |
| Seizoen | Champions League     | Europa League                                                 | Europa Conference League                       |                                     |
| 2021/22 | PFK Ludogorets       | 0                                                             | Arda Kardzjali CSKA Sofia Lokomotiv Plovdiv    |                                     |

### Deelnames
Aantal seizoenen
| 55x CSKA Sofia (inclusief CDNA, 7x/Sredets, 1x/CFKA Sredets, 2x/CFKA, 1x) 48x Levski Sofia (inclusief Levski-Spartak, 15x/Vitosha, 3x) 19x Lokomotiv Plovdiv 19x Slavia Sofia 17x Botev Plovdiv (inclusief Trakia Plovdiv, 9x) 15x Litex Lovetsj 13x Lokomotiv Sofia 10x PFK Ludogorets 09x Beroe Stara Zagora 07x Spartak Varna 05x Marek Doepnitsa (inclusief Marek Stanke Dimitrov, 2x) 04x Tsjerno More Varna 03x FC Etar Veliko Tarnovo 03x Spartak Plovdiv | 02x Akademik Sofia 02x Doenav Roese 02x FC Sliven 02x Neftochimik Boergas 02x Pirin Blagoëvgrad 01x FK Arda Kardzjali 01x Botev Vratsa 01x FC Sjoemen 01x FK Velbazjd Kjoestendil 01x PSFC Tsjernomorets Boergas 01x Tsjernomorets Boergas |

## Vrouwen
NB Klikken op de clubnaam geeft een link naar het Wikipedia-artikel over het betreffende toernooi in het betreffende seizoen.
| Seizoen          | Women's Cup          |
| ---------------- | -------------------- |
| 2001/02          | Grand Hotel Varna    |
| 2002/03- 2003/04 | geen deelname        |
| 2004/05          | LP Super Sport Sofia |
| 2005/06          | NSA Sofia            |
| 2006/07          | NSA Sofia            |
| 2007/08          | NSA Sofia            |
| 2008/09          | NSA Sofia            |
| Seizoen          | Champions League     |
| 2009/10          | NSA Sofia            |
| 2010/11          | NSA Sofia            |
| 2011/12          | NSA Sofia            |
| 2012/13          | NSA Sofia            |
| 2013/14          | NSA Sofia            |
| 2014/15          | NSA Sofia            |
| 2015/16          | NSA Sofia            |
| 2016/17          | NSA Sofia            |
| 2017/18          | NSA Sofia            |
| 2018/19          | NSA Sofia            |
| 2019/20          | NSA Sofia            |
| 2020/21          | NSA Sofia            |
| 2021/22          | NSA Sofia            |

### Deelnames
17x NSA Sofia
01x Grand Hotel Varna
01x LP Super Sport Sofia
Albanië ·
Andorra ·
Armenië ·
Azerbeidzjan ·
België ·
Bosnië en Herzegovina ·
Bulgarije ·
Cyprus ·
Denemarken ·
Duitsland ·
Engeland ·
Estland ·
Faeröer ·
Finland ·
Frankrijk ·
Georgië ·
Gibraltar ·
Griekenland ·
Hongarije ·
Ierland ·
IJsland ·
Israël ·
Italië ·
Kazachstan ·
Kroatië ·
Kosovo ·
Letland ·
Liechtenstein ·
Litouwen ·
Luxemburg ·
Malta ·
Moldavië ·
Montenegro ·
Nederland ·
Noord-Ierland ·
Noord-Macedonië ·
Noorwegen ·
Oekraïne ·
Oostenrijk ·
Polen ·
Portugal ·
Roemenië ·
Rusland ·
San Marino ·
Schotland ·
Servië ·
Slovenië ·
Slowakije ·
Spanje ·
Tsjechië ·
Turkije ·
Wales ·
Wit-Rusland ·
Zweden ·
Zwitserland

Historie:
DDR ·
Joegoslavië ·
Saarland ·
Sovjet-Unie ·
Tsjecho-Slowakije